# La Cuisine au beurre
La Cuisine au beurre is een Frans-Italiaanse film van Gilles Grangier die werd uitgebracht in 1963.
In 1963 was La Cuisine au beurre de succesrijkste Franse film. Hij staat op de eenenvijftigste plaats van de lijst van de honderd grootste Franse filmsuccessen. Zowel voor Fernandel als voor Bourvil was de film een van de commerciële hoogtepunten in hun carrière.

## Verhaal
Kort na het einde van de Tweede Wereldoorlog. Fernand Jouvin, de uitbater van een restaurant in Martigues, komt weer thuis na enkele jaren in Duitsland doorgebrachte krijgsgevangenschap. Hij stelt vast dat zijn vrouw Christiane, die ervan overtuigd was dat hij dood was, ondertussen is hertrouwd. Haar nieuwe echtgenoot is André, een kok van Normandische afkomst, die van het bescheiden restaurant van weleer een befaamde eetgelegenheid heeft gemaakt. Fernand denkt er niet aan op te stappen en trekt in zijn voormalig huis in. 
Het contrast tussen de nijvere Normandiër en de luie Marseillees kan niet groter zijn.

## Rolverdeling
| Acteur              | Personage           |
| ------------------- | ------------------- |
| Fernandel           | Fernand Jouvin      |
| Bourvil             | André Colombey      |
| Claire Maurier      | Christiane Colombey |
| Andrex              | Pelletan            |
| Mag-Avril           | mevrouw Rose        |
| Edmond Ardisson     | Carlotti            |
| Henri Arius         | de burgemeester     |
| Laurence Lignères   | Marinette           |
| Évelyne Séléna      | Louise              |
| Gaston Rey          | Espinasse           |
| André Tomasi        | Gervasoni           |
| Roger Bernard       | Jeannot             |
| Henri Vilbert       | meester Sarrazin    |
| Anne-Marie Carrière | Gerda               |
| Michel Galabru      | Maximin             |